# Pisonia
A Pisonia a szegfűvirágúak (Caryophyllales) rendjébe és a csodatölcsérfélék (Nyctaginaceae) családjába tartozó nemzetség.

## Tudnivalók
Ez a növénynemzetség a nevét Willem Piso (1611–1678), holland orvosról és természettudósról kapta. A Pisonia-fajok a trópusok lakói; a kontinensek ottani partjain, valamint a szigeteken fordulnak elő. Talán arról váltak közismertté, hogy egyes fajok ragadós, horgos termései, illetve magvai fiatal madarakra ragadnak, begabalyítva azokat. A felnőtt madár elrepül a magokkal szétterjesztve azt, azonban a röpképtelen fiatal elpusztul, táplálékul szolgálva az új csemetéknek, illetve az otthonául szolgáló fának.
Azonban Alan Burger  a kanadai Victoria Egyetem kutatója szerint tudományosan kérdéses, hogy valóban bármi előnye származhat-e a madarak magához csalogatásából és megbéklyózásából: "A kísérleteim eredményei meglehetősen meggyőzően arra utaltak, hogy a Pisoniának nem származik semmilyen nyilvánvaló előnye abból, hogy halálosan megbéklyózza a madarakat."

## Rendszerezés
A nemzetségbe az alábbi 24 faj tartozik:
- Pisonia aculeata L. – típusfaj
- Pisonia albida (Heimerl) Britton
- Pisonia ambigua Heimerl
- Pisonia brunoniana Endl.
- Pisonia capitata (S. Watson) Standl.
- Pisonia donnellsmithii Heimerl ex Standl.
- Pisonia flavescens Standl.
- Pisonia floribunda Hook. f.
- Pisonia floridana Britton
- Pisonia grandis R. Br.
- Pisonia helleri Standl.
- Pisonia hirtella Kunth
- Pisonia indecora Heimerl
- Pisonia laxiflora Choisy
- Pisonia macranthocarpa (Donn.Sm.) Donn.Sm.
- Pisonia pedicellaris (Griseb. ex Heimerl) Heimerl
- Pisonia petenensis Lundell
- Pisonia proctorii Lundell
- Pisonia rotundata Griseb.
- Pisonia sandwicensis Hillebr.
- Pisonia silvatica Standl.
- Pisonia subcordata Sw.
- Pisonia umbellifera (J.R. Forst. & G. Forst.) Seem.
- Pisonia zapallo Griseb.

## Képek

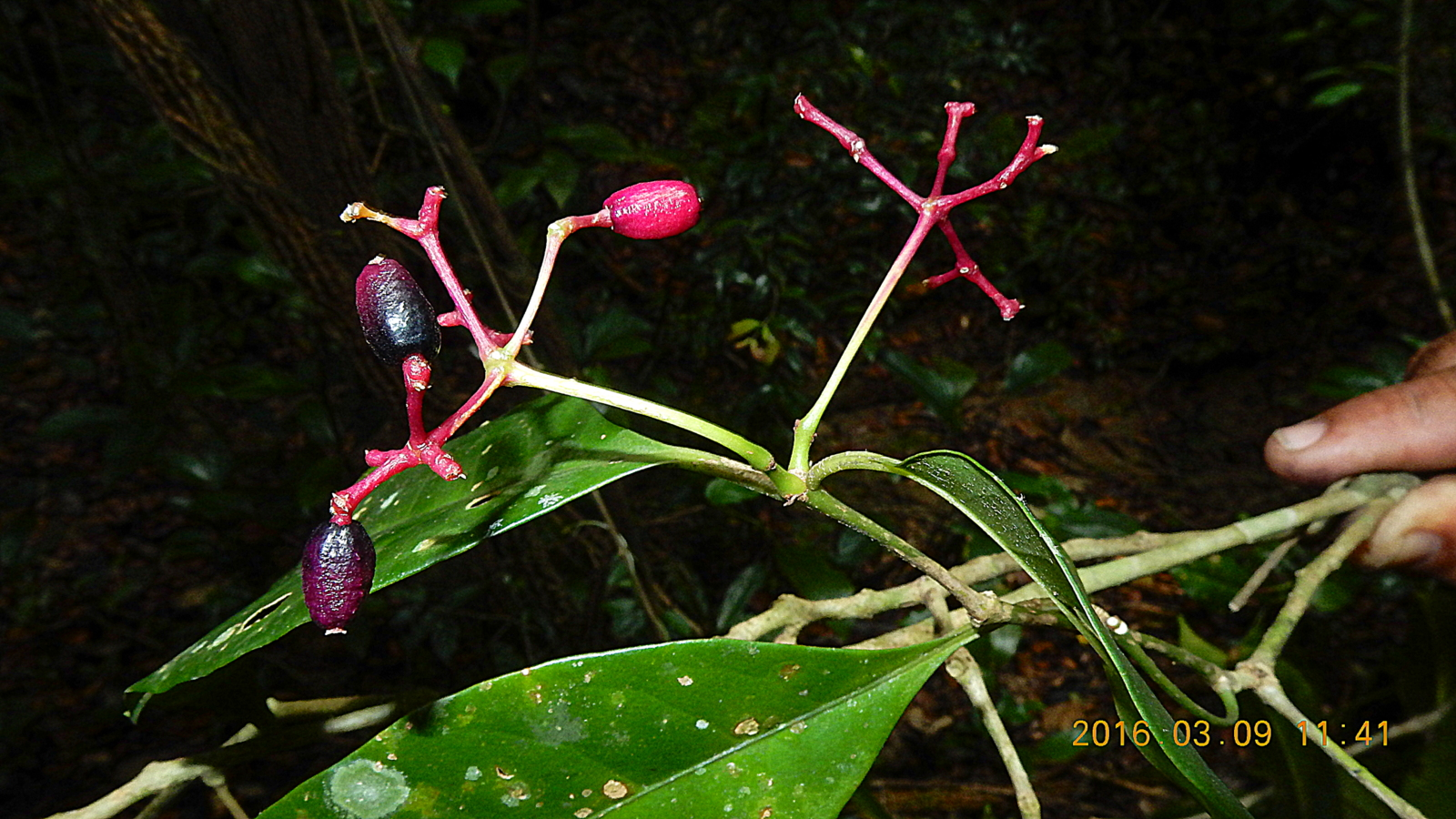
Pisonia aculeata
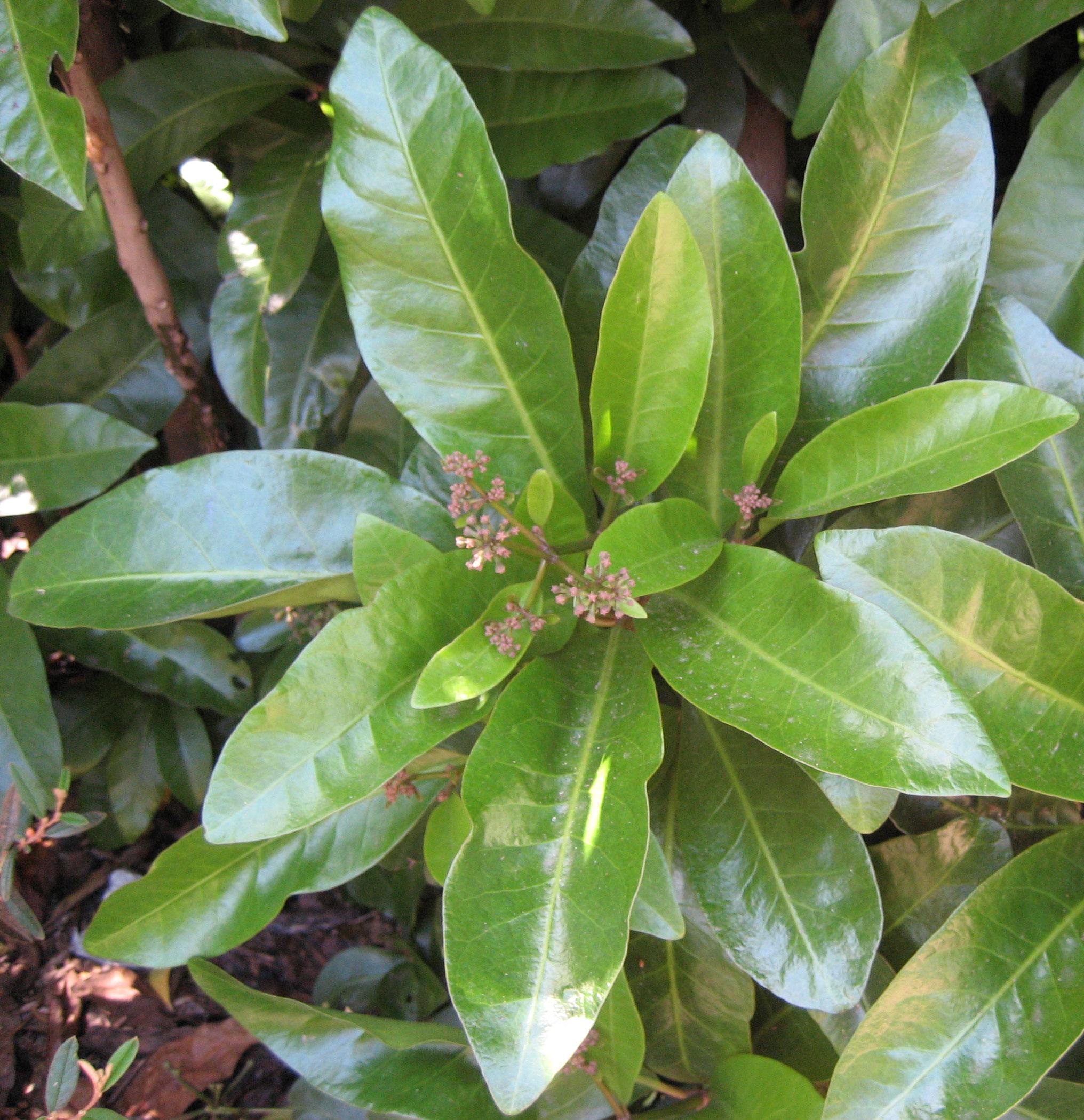
Pisonia brunoniana
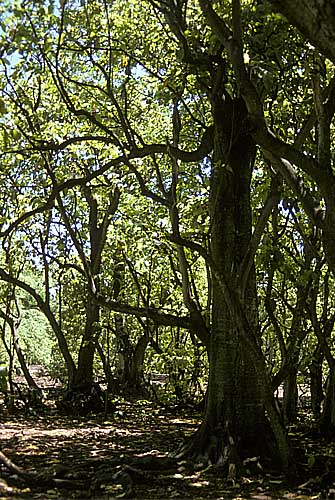
Pisonia grandis
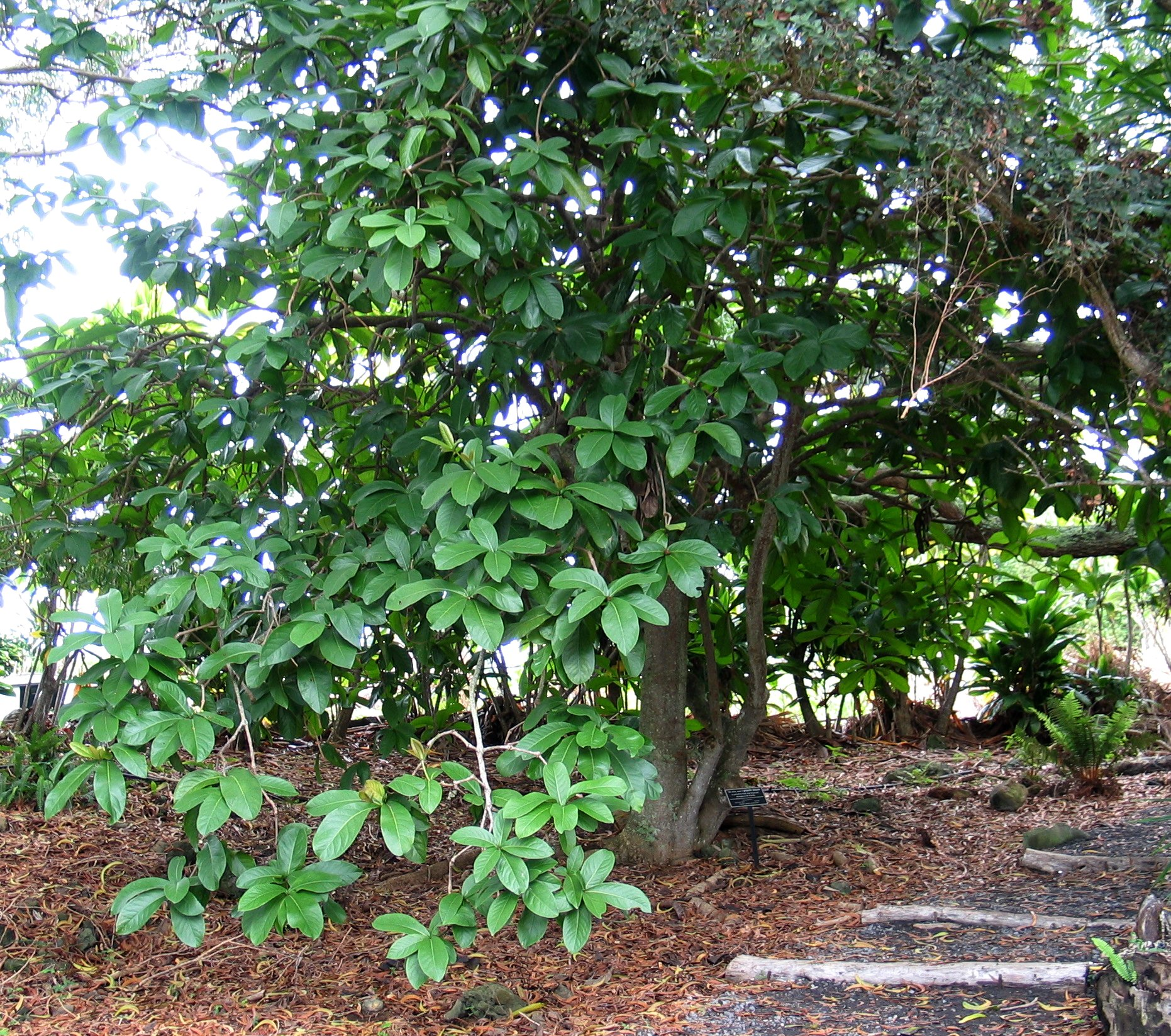
Pisonia umbellifera

### Fordítás
- Ez a szócikk részben vagy egészben  a   Pisonia című angol Wikipédia-szócikk ezen változatának fordításán alapul.  Az eredeti cikk szerkesztőit annak laptörténete sorolja fel. Ez a jelzés csupán a megfogalmazás eredetét és a szerzői jogokat jelzi, nem szolgál a cikkben szereplő információk forrásmegjelöléseként.